# 圣马丁-卡尔斯巴赫
圣马丁-卡尔斯巴赫是奥地利下奥地利州梅尔克县的一个市镇。总面积24.94平方公里，总人口1681人，人口密度67.4人/平方公里（2005年）。